# Б36 (Торсхавн)
Б36 Торсхавн (на фарьорски: Bóltfelagið 1936 Tórshavn), или още „ФК Торсхавн“ или просто „Б36“ е футболен отбор от Фарьорски острови. Клубът е базиран в столицата Торсхавн, остров Стреймой, Фарьорски острови. Тимът играе на най-високото ниво на футбола на Фарьорските острови. Отборът на „Б-36“ има 11 шампионски титли и 9 купи на страната явява се един от най-успешните футболни отбори на Фарьорските острови.

## История
Основан на 28 март 1936 година. Домакинските си мачове играе на стадион „Гуандадалур“ с капацитет 5000 места. Цветовете на отбора са бяло и синьо.

## Успехи

### Национални
- Формуладейлдин: (Висша лига)
  -  Шампион (11): 1946, 1948, 1950, 1959, 1962, 1997, 2001, 2005, 2011,[2] 2014, 2015
  -  Второ място (9): 1960, 1961, 1964, 1965, 1968, 1990, 1991, 2003, 20041975/76, 2009/10, 2011/12, 2012/13, 2015/16, 2016/17, 2018/19
- Първа лига:
  -  Победител (3): 1952, 1971, 1985
- Купа на Фарьорски острови:
  -  Носител (6): 1965, 1991, 2001, 2003, 2006, 2018
  -  Финалист (12): 1959, 1961, 1963, 1964, 1967, 1968, 1969, 1972, 1999, 2008, 2017, 2024
- Суперкупа на Фарьорски острови:
  -  Носител (1): 2007
  -  Финалист (3): 2012, 2015, 2016

### Международни
- Атлантическа купа:
  -  Носител (1): 2006